# ياماتو ناديشيكو

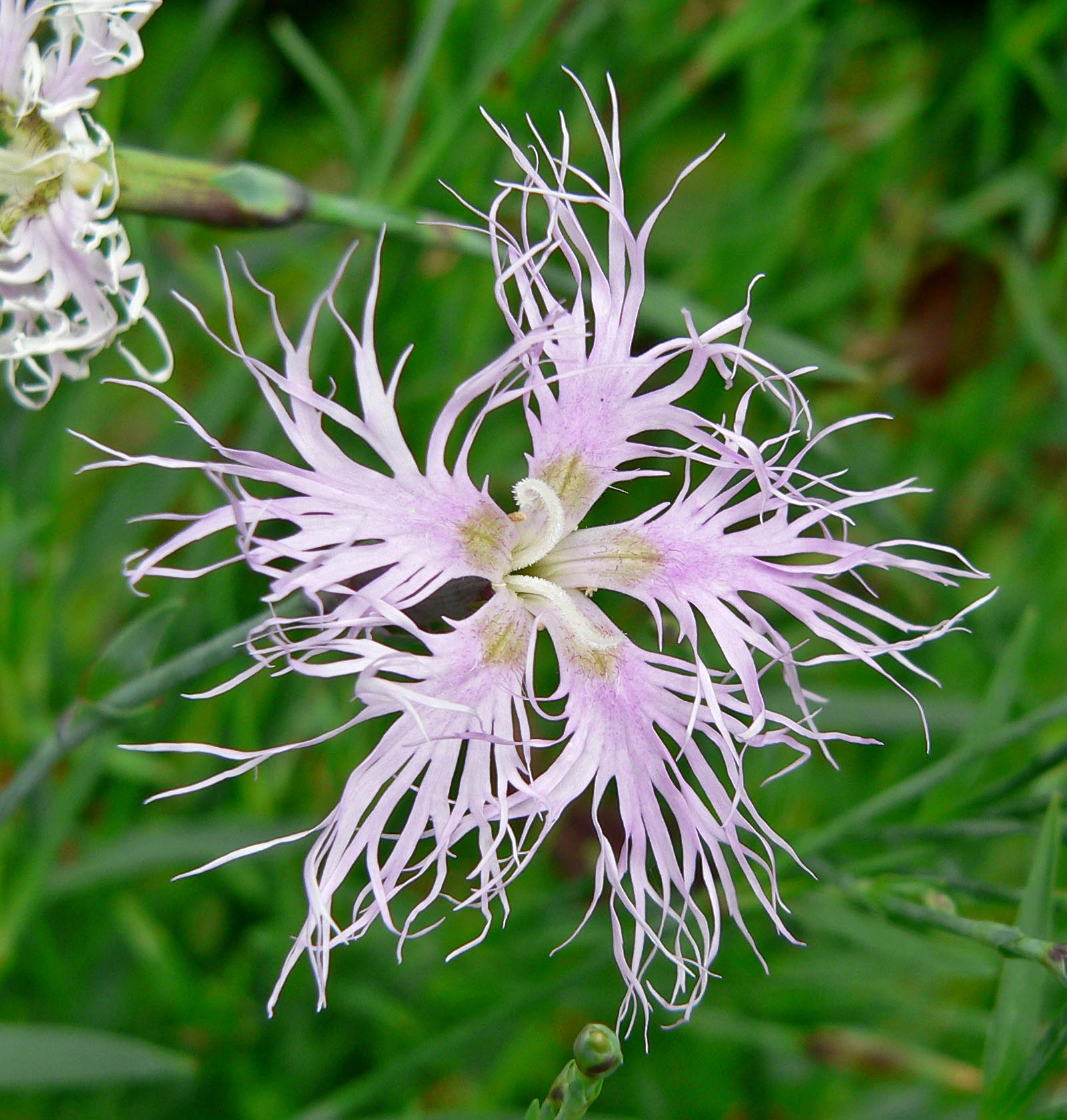
ديانثوس سوبيربوس

ياماتو ناديشيكو (باليابانية: やまとなでしこ) هو مصطلح ياباني يعني "التجسيد الخالص للمرأة اليابانية المثالية"،  أو "الجمال الصافي الأنثوي"؛ حيث ان المرأة المثالية باليابان تتسم بالتوازن، الادب، اللطف، الطيبة، الرشاقة، التواضع، الصبر، الفضل، الاحترام، الخير، الصدق، الاخلاص.
غالبًا ما يستخدم هذا المصطلح لوصف امرأة شابة رزينة، وفي سياق معاصر، حنينًا للنساء ذوات السمات الجيدة التي يُنظر إليها على أنها نادرة بشكل متزايد.